# Василе Кристя
Василя Кристя (рум. Vasile Cristea ; 24 лютого 1906, Шомоштелнік — 17 січня 2000, Рим) — румунський священнослужитель, діяч Румунської греко-католицької церкви з чернечої конгрегації асумпціоністів. Служив офіційним представником римської курії та апостольським візитатором румунських греко-католиків у діаспорі, а також обіймав посаду титулярного єпископа Лебедуса.

## Біографія
Василе Кристя народився 1906 року в місті Шомоштельнік в Австро-Угорщині (нині Румунія). Закінчив Богословську академію у місті Блаж. Приєднався до отців-асумпціоністів і в 1932 році був висвячений на греко-католицького священника. Був призначений єпископом за рішенням Святого Престолу 2 липня 1960 року і висвячений на єпископа 8 вересня того ж року: головним святителем був єпископ Джованні Меле.
Постійним місцем резиденції мав Ватикан, координував румунські грекокатолицькі місії у Франції, Великій Британії, ФРН та США.
У 1966 році висвятив у священики Нафанаїла (Поппа), майбутнього єпископа Православної церкви в Америці та архієпископа Детройтського та Румунської єпархії.
Пішов у відставку 10 жовтня 1987 року, останні роки життя прожив у Римі.
Помер у Римі 17 січня 2000 року у віці 94 років.